# Argna bielzi
Argna bielzi – gatunek lądowego ślimaka trzonkoocznego (Stylommatophora), jedyny występujący w Polsce przedstawiciel rodziny Argnidae. 
Wyróżniane są 3 podgatunki:
- Argna bielzi bielzi (Rossmassler, 1859)
- Argna bielzi euodon (Westerlund, 1887)
- Argna bielzi romanica (M. von Kimakowicz, 1890)

Argna bielzi jest gatunkiem endemicznym Karpat. W Polsce stwierdzony m.in. na terenie Pienińskiego Parku Narodowego. 
Jest hylofilem – występuje w środowisku leśnym północnych i wschodnich Karpat. W całym zasięgu występowania znany jest z wielu stanowisk, a biorąc pod uwagę skryty tryb życia ślimaka, może być ich znacznie więcej. Pomimo zagrożeń wynikających z działalności człowieka i zmian w ekosystemie, nie stwierdzono negatywnych zmian w liczebności poszczególnych populacji. Natomiast na obszarze Polski uznawany jest za gatunek zagrożony.